# Golden Globe Awards 1961

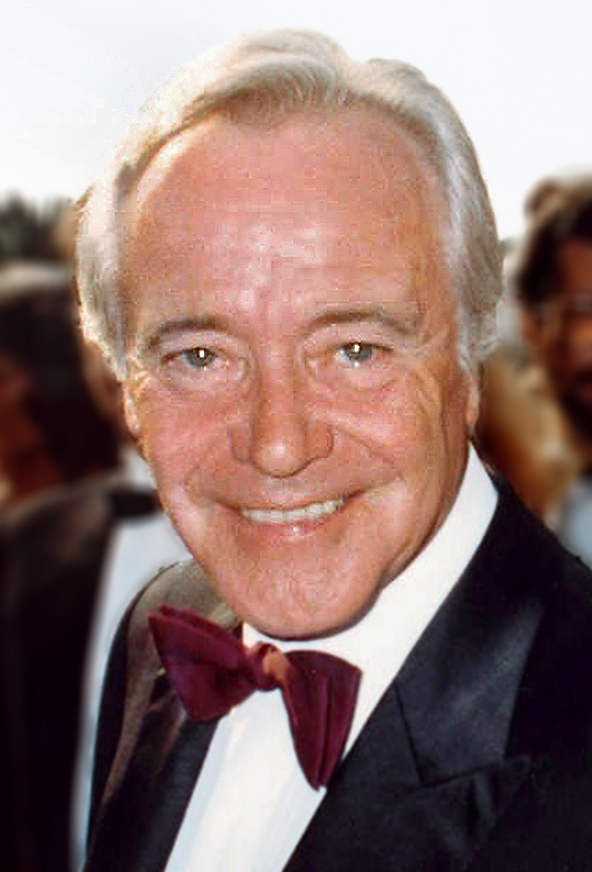
Jack Lemmon, 1988

Die 18. Verleihung der Golden Globe Awards fand am 16. März 1961 statt.

## Preisträger und Nominierungen

### Bester Film – Drama
Spartacus – Regie: Stanley Kubrick
- Elmer Gantry – Regie: Richard Brooks
- Söhne und Liebhaber (Sons and Lovers) – Regie: Jack Cardiff
- Sunrise at Campobello – Regie: Vincent J. Donahue
- Wer den Wind sät (Inherit the Wind) – Regie: Stanley Kramer

### Bester Film – Komödie
Das Appartement (The Apartment) – Regie: Billy Wilder
- Es begann in Neapel (It Started in Naples) – Regie: Melville Shavelson
- So eine Affäre (The Facts of Life) – Regie: Melvin Frank
- Unser Mann in Havanna (Our Man in Havanna) – Regie: Carol Reed
- Vor Hausfreunden wird gewarnt (The Grass Is Greener) – Regie: Stanley Donen

### Bester Film – Musical
Nur wenige sind auserwählt (Song Without End) – Regie: Charles Vidor
- Anruf genügt – komme ins Haus (Bells Are Ringing) – Regie: Vincente Minnelli
- Can-Can – Regie: Walter Lang
- Machen wir’s in Liebe (Let’s Make Love) – Regie: George Cukor
- Pepe – Was kann die Welt schon kosten (Pepe) – Regie: George Sidney

### Bester Film zur Förderung der Völkerverständigung
Hand in Hand – Regie: Philip Leacock
- Verschwörung der Herzen (Conspiracy of Hearts) – Regie: Charles Vidor

### Beste Regie
Jack Cardiff – Söhne und Liebhaber (Sons and Lovers)
- Richard Brooks – Elmer Gantry
- Stanley Kubrick – Spartacus
- Billy Wilder – Das Appartement (The Apartment)
- Fred Zinnemann – Der endlose Horizont (The Sundowners)

### Bester Hauptdarsteller – Drama
Burt Lancaster – Elmer Gantry
- Trevor Howard – Söhne und Liebhaber (Sons and Lovers)
- Laurence Olivier – Spartacus
- Dean Stockwell – Söhne und Liebhaber (Sons and Lovers)
- Spencer Tracy – Wer den Wind sät (Inherit the Wind)

### Beste Hauptdarstellerin – Drama
Greer Garson – Sunrise at Campobello
- Doris Day – Mitternachtsspitzen (Midnight Lace)
- Nancy Kwan – Die Welt der Suzie Wong (The World of Suzie Wong)
- Jean Simmons – Elmer Gantry
- Elizabeth Taylor – Telefon Butterfield 8 (BUtterfeld 8)

### Bester Hauptdarsteller – Musical/Komödie
Jack Lemmon – Das Appartement (The Apartment)
- Cantinflas – Pepe – Was kann die Welt schon kosten (Pepe)
- Dirk Bogarde – Nur wenige sind auserwählt (Song Without End)
- Cary Grant – Vor Hausfreunden wird gewarnt (The Grass Is Greener)
- Bob Hope – So eine Affäre (The Facts of Life)

### Beste Hauptdarstellerin – Musical/Komödie
Shirley MacLaine – Das Appartement (The Apartment)
- Lucille Ball – So eine Affäre (The Facts of Life)
- Capucine – Nur wenige sind auserwählt (Song Without End)
- Sophia Loren – Es begann in Neapel (It Started in Naples)
- Judy Holliday – Anruf genügt – komme ins Haus (Bells Are Ringing)

### Bester Nebendarsteller
Sal Mineo – Exodus
- Lee Kinsolving – Das Dunkel am Ende der Treppe (The Dark at the Top of Stairs)
- Ray Stricklyn – Die Plünderer (The Plunderers)
- Woody Strode – Spartacus
- Peter Ustinov – Spartacus

### Beste Nebendarstellerin
Janet Leigh – Psycho
- Ina Balin – Von der Terrasse (From the Terace)
- Shirley Jones – Elmer Gantry
- Shirley Knight – Das Dunkel am Ende der Treppe (The Dark at the Top of Stairs)
- Mary Ure – Söhne und Liebhaber (Sons and Lovers)

### Bester Newcomer des Jahres
Michael Callan – Because They’re Young

Mark Damon – Die Verfluchten (The Fall of the House of Usher)

Brett Halsey – Begierde im Staub (Desire in the Dust)
- Peter Falk – Unterwelt (Murder, Inc.)
- David Janssen – Aus der Hölle zur Ewigkeit (Hell to Eternity)
- Robert Vaughn – Die glorreichen Sieben (The Magnificient Seven)

### Beste Newcomerin des Jahres
Ina Balin – Von der Terrasse (From the Terace)

Nancy Kwan – Die Welt der Suzie Wong (The World of Suzie Wong)

Hayley Mills – Alle lieben Pollyanna (Pollyanna)
- Jill Hayworth – Exodus
- Shirley Knight – Das Dunkel am Ende der Treppe (The Dark at the Top of Stairs)
- Julie Newmar – Ehekarussell (The Marriage-Go-Round)

### Beste Filmmusik
Dimitri Tiomkin – Alamo (The Alamo)
- George Duning – Die Welt der Suzie Wong (The World of Suzie Wong)
- Ernest Gold – Exodus
- Johny Green – Pepe – Was kann die Welt schon kosten (Pepe)
- Alex North – Spartacus

### Bester fremdsprachiger Film
Die Jungfrauenquelle (Jungfrukällan), Schweden – Regie: Ingmar Bergman

Die Wahrheit (La vérité), Frankreich – Regie: Henri-Georges Clouzot
- Apus Weg ins Leben: Apus Welt (Apur Sansar), Indien – Regie: Satyajit Ray
- Das Haus des Engels (La casa del ángel), Argentinien – Regie: Leopoldo Torre Nilsson
- Die Ballade vom Soldaten (Ballada o soldate), Sowjetunion – Regie: Grigori Naumowitsch Tschuchrai
- Kap, Italien – Regie: Unbekannt
- Macario, Mexiko – Regie: Roberto Gavaldón
- Sonntags… nie! (Ποτέ Την Κυριακή) Griechenland – Regie: Jules Dassin

### Samuel Goldwyn Award (Bester englischsprachiger ausländischer Film)
Der Mann mit der grünen Nelke (The Trials of Oscar Wilde), Vereinigtes Königreich – Regie: Ken Hughes
- Einst ein Held (Tunes of Glory), Vereinigtes Königreich – Regie: Ronald Neame
- Zorniges Schweigen (The Angry Silence), Vereinigtes Königreich – Regie: Guy Green

### Cecil B. DeMille Award
Fred Astaire

### Henrietta Award (Weltstar männlich)
Tony Curtis

Rock Hudson

### Henrietta Award (Weltstar weiblich)
Gina Lollobrigida

### Special Achievement Award
Cantinflas für seine Komikerleistung

Stanley Kramer für künstlerische Integrität

### Special Merit Award
Der endlose Horizont (The Sundowners)

### Beste TV-Leistung
Walter Cronkite

William Hanna